# Hinatuan
Hinatuan is een gemeente in de Filipijnse provincie Surigao del Sur op het eiland Mindanao. Bij de laatste census in 2007 had de gemeente ruim 37 duizend inwoners.

## Geografie

### Bestuurlijke indeling
Hinatuan is onderverdeeld in de volgende 24 barangays:
| - Baculin - Benigno Aquino - Bigaan - Cambatong - Campa - Dugmanon - Harip - La Casa - Loyola - Maligaya - Pagtigni-an - Pocto | - Port Lamon - Roxas - San Juan - Sasa - Tagasaka - Tagbobonga - Talisay - Tarusan - Tidman - Tiwi - Zone II - Zone III |

## Demografie
Hinatuan had bij de census van 2007 een inwoneraantal van 37.368 mensen. Dit zijn 1.198 mensen (3,3%) meer dan bij de vorige census van 2000. De gemiddelde jaarlijkse groei komt daarmee uit op 0,45%, hetgeen lager is dan het landelijk jaarlijks gemiddelde over deze periode (2,04%). Vergeleken met de census van 1995 is het aantal mensen met 2.766 (8,0%) toegenomen.

De bevolkingsdichtheid van Hinatuan was ten tijde van de laatste census, met 37.368 inwoners op 299,1 km², 115,7 mensen per km².